# Laxsprånget
Laxsprånget är en skulptur i Byske gjord av den lokala konstnären Dhan Lundmark 2003.
Skulpturen är 20 meter hög och i toppen syns ett B i kantig runskriftsform samt en lax. B:et symboliserar bygdens rika historia och de arkeologiska fynd som hittats efter Byskeälven. Laxen symboliserar laxdalen och laxfisket. Idén kom från Byske samhällsnämnd och utvecklades tillsammans med konstnären Dhan Lundmark i samband med det första EU-projektet för orten Byske laxdal.
Skulpturen är tillverkad i limträ som tjärats med naturtjära. Tillverkningen har Martinsons Trä i Bygdsiljum stått för. Skulpturen är fäst i ett betongfundament om 120 ton.